# ハフノン
ハフノン（Hafnon）は、ハフニウム（＋ジルコニウム）のケイ酸塩鉱物で、組成式 (Hf,Zr)SiO4 または (Hf,Zr,Th,U,Y)SiO4 で表される。
天然のジルコン (ZrSiO4) は、ジルコニウムが非常に性質の近い元素であるハフニウムで一部置き換えられていることが多く、純粋な ZrSiO4 であることはない。特にハフニウムが卓越したものをハフノンと呼び、ハフニウム（Hafnium）とジルコン（Zircon）を合成した名称である。
天然ではジルコニウムを含むが、ジルコニウムを完全にハフニウムで置き換えたものを人工的に合成することも可能であり、ケイ酸ハフニウムとして、ジルコンの合成物であるケイ酸ジルコニウムと共にHigh-κ絶縁体に用いられる。
ハフノンは半透明の赤から赤橙の正方晶結晶で、モース硬度は7.5である。
ハフノンは天然にはモザンビークのザンベジア地方にあるタンタルを伴う花崗岩ペグマタイト鉱床や、オーストラリアの西オーストラリア州マウント・ホランドにある風化ペグマタイト鉱床で見つかっている。また、カナダのオンタリオ州・ケベック州・マニトバ州、アメリカ合衆国のノースカロライナ州、ジンバブエでも報告されている。